# 臨江郡 (蕭梁)
臨江郡，南朝梁时设置的郡。
於大同六年（540年）在巴郡臨江縣（今重慶市忠縣）設置的郡，以郡城臨近長江，故名「臨江」，屬并州；西魏恭帝三年（556年）陷此郡，隸屬臨州，隋朝時郡廢。